# جون كاسيدي (عالم زلازل)
جون كاسيدي هو عالم زلازل ‏ كندي، ولد في 1959.